# Maska za maskou
Maska za maskou (2009) je studiové album skupiny The Plastic People of the Universe. Obsahuje 13 dosud nevydaných skladeb. Jako hosté se na albu objevili Josef Klíč a část souboru Agon Orchestra. Titulní fotografie zaznamenává kapelu před Hynaisovou oponou v Národním divadle.

## Skladby
Původní verze písní „Pod křížem zůstaly ženy“ a „Vůl hvězda ranní“ vyšly již v roce 2006 na společném albu Vratislava Brabence a Joea Karafiáta nazvaném Začni u stromu. Text písně „Je večer mlha padá“ použil její autor J. H. Krchovský ve své písni „Idylka pozdního večera“, která vyšla na jeho albu Naposled v roce 2009.

## Hodnocení kritiky
Přijetí kritikou bylo vesměs pozitivní. Například Lukáš Benda z musicserver.cz hodnotí album takto: "Nové album legendárních The Plastic People Of The Universe "Maska za maskou" překvapuje vysoce profesionálním zvukem a jedinečnou atmosférou. Koncepční deska funguje jako celek a neméně schopné jsou i jednotlivé písně."
Častým tématem recenzí bylo, jak se skupina vypořádala se smrtí výhradního autora hudby Milana Hlavsy. Hudební publicista Ondřej Bezr z iDnes k tomu napsal: "[Karafiát] se dokázal […] trefit většinou svých písní do hypnotické nálady plastikovských nahrávek z 80. let, ale zároveň jim dodat šmrnc a přímočarost. […] Dosud zcela neznámý rozměr plastikovské hudbě dávají naopak tři skladby Evy Turnové. Téměř romanticky znějící písničky upomínají na Hlavsovy "loureedovské" kusy."
Michal Pařízek z aktuálně.cz soudí, že "Maska za maskou rozhodně není špatná deska. Hned několik skladeb osvěží koncerty a vystoupení tak ztratí nepříjemnou revivalovou příchuť. Pravdou ale je, že album není a nemůže být temné, důrazné a underground. Temnota i důraz odešly s Mejlou Hlavsou" a pokračuje: "[v]ětšina skladeb na novince je stejně jako dřív postavená na hypnotických basových tónech, jejichž trademark patří Hlavsovi. A to odhaluje i největší slabinu alba: skladatelská osobnost typu Hlavsy současným Plastikům chybí nejvíc. […] [A]ni jedna [ze skladeb] není (a možná ani nemůže být) klasikou typu Magických nocí. Možná proto pak líp vyznívají písně, které jsou svým stylem původním Plastikům vzdálenější."
Saxofonista Plastic People Vratislav Brabenec zhodnotil album takto: "Plastický zvuk je tam zachován, a já jsem rád, že se tam objevily i trochu jiné hudební motivy. Kromě vlivu Mejly na ostatní skládající kluky – a ženskou, protože i Eva Turnová se tam předvedla jako skladatelka – se tam objevuje nový rozměr. Neuvízlo to v těch zaběhaných lajnách. […] Oddělili jsme se od rock'n'rollových práskaček, kterých je dost, a já bych chtěl touhletou cestou pokračovat."

## Křest alba
Křest alba proběhl 26. ledna 2010 v paláci Akropolis v Praze. Album křtil bývalý český prezident Václav Havel, který s kapelou spolupracoval již v době normalizace.

## Seznam skladeb
| Pořadí | Název                         | Hudba                           | Text      | Délka |
| ------ | ----------------------------- | ------------------------------- | --------- | ----- |
| 1.     | TV idylka                     | Karafiát                        | Stankovič | 5:42  |
| 2.     | Marie, vstávej                | Kandl                           | Brabenec  | 4:44  |
| 3.     | Maska                         | Janíček                         | Brabenec  | 4:10  |
| 4.     | Cizí vlasy                    | Karafiát                        | Krchovský | 4:58  |
| 5.     | Non stop Opera                | Karafiát                        | Brabenec  | 3:36  |
| 6.     | Pojď                          | Turnová                         | Brabenec  | 4:36  |
| 7.     | Je večer mlha padá            | Karafiát                        | Krchovský | 4:46  |
| 8.     | Smrt                          | Turnová                         | Brabenec  | 4:42  |
| 9.     | Pod křížem zůstaly ženy       | Turnová                         | Brabenec  | 4:20  |
| 10.    | Magorův šém                   | Karafiát                        | Jirous    | 4:54  |
| 11.    | Jednou nohou/Vůl hvězda ranní | Hlavsa/Karafiát, Janíček, Kabeš | Brabenec  | 6:21  |
| 12.    | Přes práh hvězd...            | Turnová                         | Kolář     | 3:28  |
| 13.    | Tygr v Praze                  | Janíček                         | Charms    | 2:00  |

## Nahráli
- The Plastic People of the Universe
  - Vratislav Brabenec – saxofony, zpěv
  - Josef Janíček – klávesy, tahací harmonika, zpěv
  - Josef Karafiát – kytary, zpěv
  - Jiří Kabeš – viola, zpěv
  - Eva Turnová – basová kytara, zpěv
  - Ludvík Kandl – bicí
  - Jaroslav Kvasnička – bicí
- hosté
  - Josef Klíč – violoncello
  - část dechové sekce Agon Orchestra